# Garncarsko (województwo dolnośląskie)
Garncarsko (niem. Marxdorf) – wieś położona w województwie dolnośląskim, w powiecie wrocławskim, w gminie Sobótka, nad rzeką Czarna Woda.
W latach 1950 włączone do Sobótki; wyłączone z niej ponownie 1 stycznia 1969.
W latach 1975–1998 miejscowość należała administracyjnie do województwa wrocławskiego.

## Nazwa
Pierwsze zapisy historyczne o wsi pochodzą już z wieku XIII. Miejscowość wzmiankowana jest po raz pierwszy w łacińskim dokumencie z 1250 roku wydanym przez papieża Innocentego IV w Lyonie gdzie zanotowana została w zlatynizowanej, staropolskiej formie „Garnscarsco”. Nazwa miejscowości wywodzi się od zawodu rzemieślniczego garncarstwa, którą zajmowała się miejscowa ludność w średniowieczu. Świadczy ona o służebnym charakterze miejscowości – wieś była wsią służebną.
Kolejną nazwę Garnczar nosiła w 1256 r. W roku 1372 wzmiankowano nazwę Marcusdorf, pochodzącą od imienia zasadźcy Marka. Nazwy te pochodzą z okresu, kiedy Śląsk należał do Piastów. Inne nazwy wsi: Marzdorf z 1350 r. i Teppirsdorf z 1369 r., pochodzą z okresu panowania czeskiego. Kolejna nazwa wsi: Margssdorf wymieniona została w 1651 r., kiedy Śląskiem jako częścią Czech władał austriacki ród szlachecki Habsburgów. W okresie panowania pruskiego, a później niemieckiego wymieniano nazwy: Garnizar (1875 r.), Markusdorf (1840 r.) i Marxdorf (od 1937 r.). Po II wojnie światowej wieś otrzymała nazwę: Garncarze, a w roku 1947 Garncarsko.

## Historia

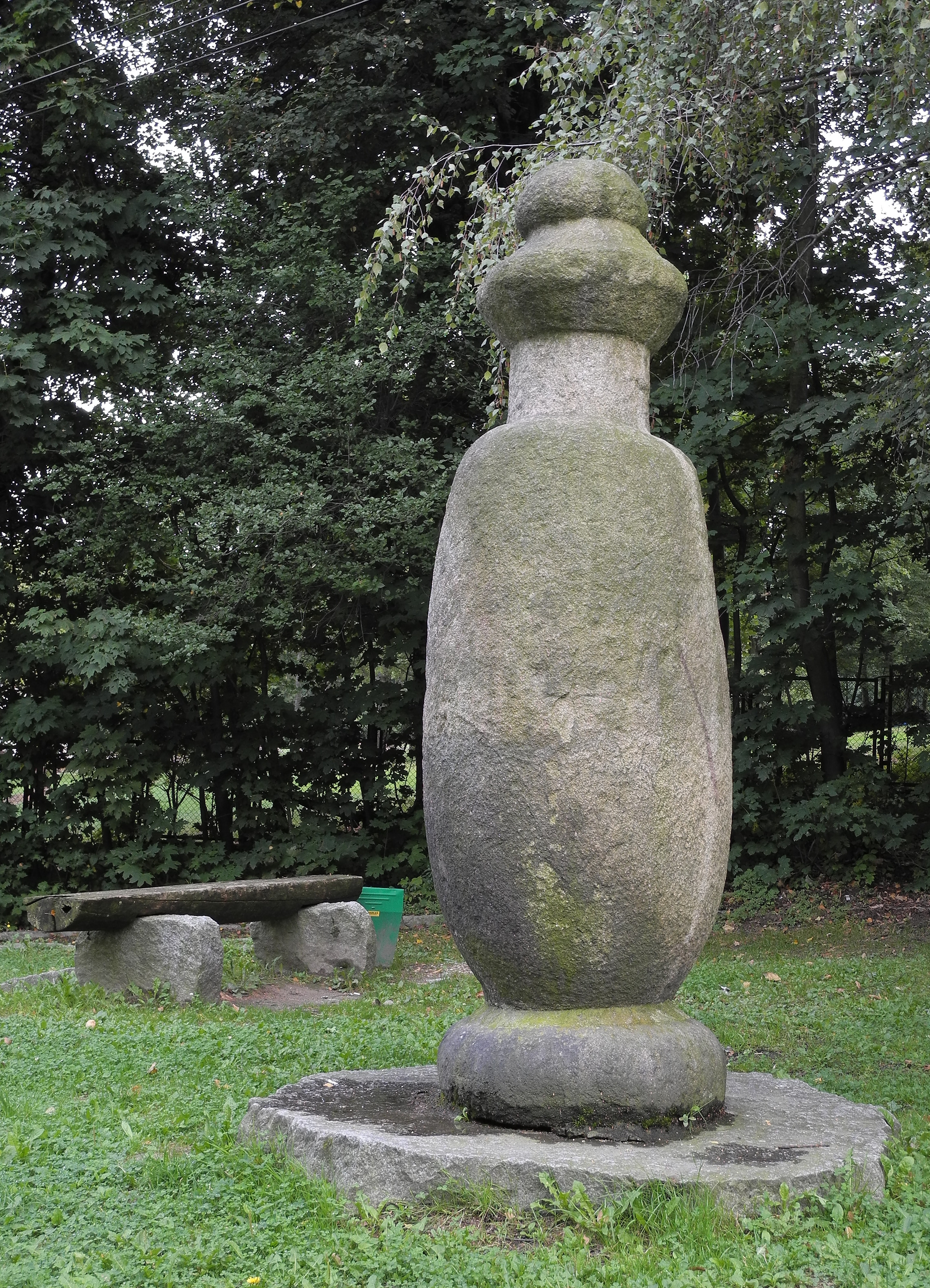
Rzeźba „Mnich”, odkryta w Garncarsku (2012)

W 1350 r. właściciel połowy wsi, Tycze von Reydenburg, sprzedał ją braciom Nikolasowi i Winczenczowi von Liebenowe. Od 2 połowy XIV w. stanowiła własność katedry wrocławskiej. Jeden z mieszkających w tej wsi chłopów, niejaki Beutel, posiadający grunty także w Białej (sąsiednia wioska), przez 23 lata nie uznawał władzy klasztornej i odmawiał płacenia klasztorowi daniny. Został za to uwięziony i w 1463 r. powieszony przed murami miejskimi Wrocławia. 
Po sekularyzacji dóbr kościelnych w 1810 r. Garncarsko przeszło w ręce prywatne, a jej właścicielem został dr Hufeland. Do 1945 r. wieś należała do rodziny von Becker. W okresie największej świetności we wsi działała szkoła katolicka z nauczycielem, 2 młyny wodne, browar i gorzelnia.
Na polach otaczających wieś w różnych okresach odkryto dwie imponujące rzeźby: w roku 1812 mieszkaniec wsi Wolf odkrył romańską rzeźbę lwa (od 1954 r. stoi obok kościoła św. Anny w Sobótce), w roku 1950 wydobyto z ziemi rzeźbę Mnicha, od dawna wkopaną głęboko w ziemię na granicy pól Garncarska i Maniowa Wielkiego (obecnie stoi przy drodze na przełęcz Pod Wieżycą).
Przy drodze DK 35 Wrocław-Wałbrzych, na ul. Nowowiejskiej, znajduje się również pomnik upamiętniający poległych żołnierzy radzieckich.

## Pałac
Najciekawszym zachowanym obiektem zabytkowym we wsi jest stojący przy ul. Nowowiejskiej 2 pałac z drugiej połowy XIX w. Jest dwukondygnacyjny z poddaszem mieszkalnym. Ma narożną wieżę, tarasy i loggię. Nakryty jest dachem mansardowym z lukarnami. Na ścianie frontowej znajdują się lata remontów obiektu: 1899 i 2002. Całość otacza mur z pieczołowicie odrestaurowaną ozdobną bramą żelazną. W lesie, nieopodal wsi, znajdują się szczątki krypty grobowej rodziny Von Becker. We wsi stoi obelisk poświęcony poległym tu żołnierzom Armii Radzieckiej, upamiętniający ciężkie walki o ten teren w ostatnich dniach II wojny światowej.
Ciekawym obiektem jest stara, być może kilkusetletnia,  kamienna kapliczka tkwiąca w murze przy głównym trakcie. W Garncarsku rosną dęby szypułkowe (Quercus robur), których wiek określany jest na: 200, 230, 320, 330 i 360 lat oraz lipa drobnolistna (Tilia cordata), której wiek określa się na 240 lat.

## Kalendarium
- 1250 - pierwsza wzmianka o wsi Garncarsco, Garnscarsco. Jak sama nazwa mówi była to osada rzemieślnicza lub służebna
- 1327 - wzmiankowana nazwa Marcusdorf, od imienia zasadźcy Marka
- 1350 - wzmianka o sprzedaży przez Tycze von Reydeburg należącej do niego części wsi
- 1351 - sprzedaż cła i landwójtostwa w Sobótce, obejmującego również Marzdorf opatowi Konradowi z klasztoru Najświętszej Marii Panny we Wrocławiu. Jest to pierwsze poświadczenie przynależności Garncarska do dóbr klasztornych
- 1396 - ostateczny zanik nazwy słowiańskiej
- 1576 - wzmianka o posiadaniu przez klasztor 15 chłopów w Garncarsku
- 1577 - wartość majątku klasztornego w Garncarsku wyceniono na 11 216 talarów, a wieś zamieszkiwało: 8 gospodarzy, 6 zagrodników, 12 chałupników i 7 rzemieślników
- 1810 - kasata dóbr augustiańskich
- 1812 - romański lew przeniesiony jest przez właściciela pola, Wolfa, do wsi i ustawiony przed jego domem
- 1825 - właścicielem Garncarska jest posiadacz Chwałkowa, rotmistrz Hufeland. Wieś liczy 350 mieszkańców w 41 domach, posiada szkołę katolicką z nauczycielem, 2 młyny wodne, browar i gorzelnię
- 1870 - Garncarsko nadal w posiadaniu Hufelanda
- 1937 - budowa krypty grobowej rodziny von Becker w lesie nad Czarną Wodą
- do 1945 - Garncarsko było w posiadaniu rodziny von Becker
- 1945 – wieś nazwano Garncarze, od 1947 roku Garncarsko. Dwór podpalony przez właściciela przed wejściem Rosjan
- 1950 - odkopanie rzeźby mnicha
- 1954 - przewiezienie lwa romańskiego do Sobótki i ustawienie przy kościele św.Anny. Po wojnie w folwarku istniało Państwowe Gospodarstwo Rolne, a następnie zakład SHR z Kobierzyc.

## Turystyka
W Garncarsku rozpoczyna się niebieski szlak na Ślężę. 